# Itame koreaebia
Itame koreaebia là một loài bướm đêm trong họ Geometridae.